# Secretariat

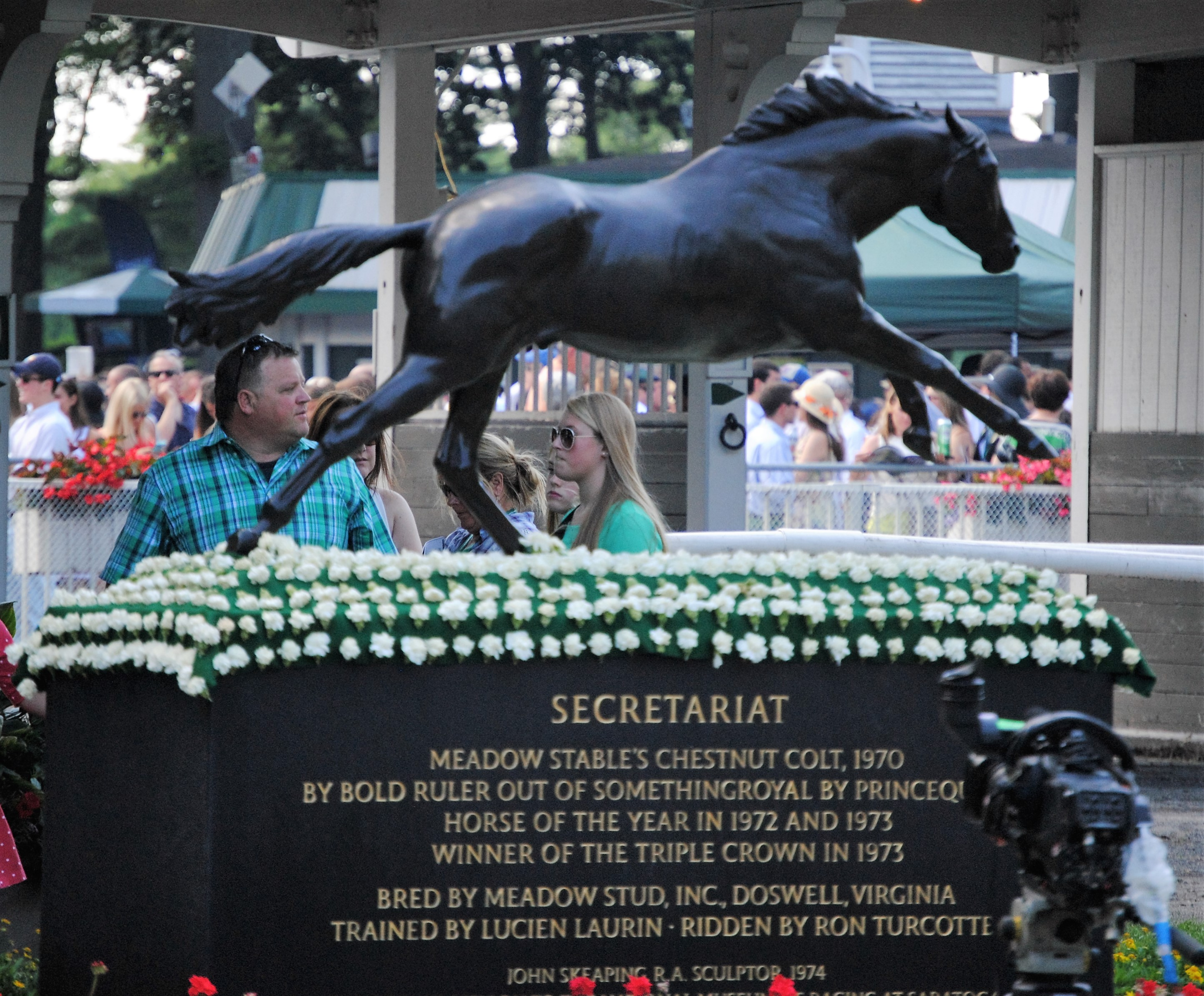
Pomnik Secretariata w Belmont Park

Secretariat (ur. 30 marca 1970, zm. 4 października 1989) – amerykański koń wyścigowy pełnej krwi angielskiej, uważany za jednego z najwybitniejszych koni wyścigowych w historii. Zasłynął ze zdobycia Triple Crown w 1973 roku, gdzie udało mu się ustanowić rekordy niepobite do dziś w każdej z trzech gonitw wliczających się w Potrójną Koronę.

## Przed narodzinami
Oficjalnie hodowcą Secretariata jest Christopher Chenery i należące do niego Meadow Stud, jednak cały proces został zaaranżowany przez jego córkę, Penny Chenery-Tweedy, która przejęła obowiązki ojca w 1968, kiedy ten zachorował.
Ojcem Secretariata był Bold Ruler – bardzo dobry koń wyścigowy z licznymi zwycięstwami na koncie, Koń Roku 1957 i wiodący reproduktor w Stanach Zjednoczonych w latach 1963–1969 oraz w 1973 roku. Słynął z tego, że był bardzo szybki, ale gorzej radził sobie na długich dystansach. Wśród innych koni wyróżniał się także odwagą i zawziętością, które pomagały mu przezwyciężyć słabości, w tym chroniczny artretyzm. Matką Secretariata była Somethingroyal. Ścigała się tylko raz, zajmując dalekie miejsce, jednak miała dobry rodowód. Jej ojcem był Princequillo – irlandzki koń wyścigowy, słynący ze zwycięstw na długich dystansach. Swoją wytrzymałość później przekazywał potomstwu. Właściciele Bold Rulera postanowili zorganizować program hodowlany, w którym właściciele klaczy wysyłali je do Bold Rulera na krycie, a następnie rzut monetą decydował o tym, który źrebak zostanie z właścicielem klaczy. W 1968 roku Christopher Chenery wysłał klacze Hasty Matelda i Somethingroyal. Rok później ogiera odwiedziły Somethingroyal i Cicada. Wiosną 1969 urodziły się ogierek i klacz. Cicada nie poczęła, dlatego też wiosną 1970 roku spodziewano się tylko jednego źrebaka.
Rzut monetą odbył się w 1969 roku. Zwycięzca miał wziąć pierwszego źrebaka z 1969, natomiast przegrany brał drugiego źrebaka z 1969 oraz jedynego z 1970 roku. Chenery powiedział, że przy tych warunkach obie strony chciały przegrać rzut.
Rzut wygrał Ogden Phipps, właściciel Bold Rulera. Wziął klacz od Somethingroyal, urodzoną w 1969 roku. Później nazwano ją The Bride. Nigdy nie wygrała żadnego wyścigu, ale jej źrebięta wygrały parę gonitw. Chenery zgarnął ogierka od Hasty Mateldy z 1969 i nienarodzonego wówczas źrebaka Somethingroyal, którym później był Secretariat.

## Narodziny i wczesne lata życia
W nocy 30 marca 1970 roku, dziesięć minut po północy, Somethingroyal wydała na świat dużego, kasztanowatego ogierka z trzema skarpetkami na nogach i strzałką na łbie, połączoną z małą gwiazdką. Źrebak wstał po około 45 minutach. Secretariat wyrósł na dużego, potężnego, masywnego kasztana, który jako dorosły mierzył 168 cm wzrostu. Określano go jako „niemal idealnego”. Jego waga 15 czerwca 1973 roku wynosiła 513 kg. Był znany ze swojego dużego apetytu – jako trzylatek potrafił zjadać ponad 14 kilogramów owsa dziennie. Aby to nie wpłynęło negatywnie na jego wagę, musiał mieć intensywniejsze treningi niż większość koni.
Big Red, bo taki pseudonim mu nadano, miał reputację dobrego, sympatycznego i niewzruszonego tłumem konia, który początkowo jako biegacz był trochę niezdarny i wypadał gorzej na tle rówieśników. Jego trener, Lucien Laurin, raz powiedział do Chenery: „Twój wielki źrebak Bold Rulera niczego mi nie pokazuje. Nie może prześcignąć grubasa”.

## Kariera wyścigowa

### Sezon 1972
Jego debiut odbył się 4 lipca 1972 roku na torze Aqueduct Racetrack, gdzie startował jako faworyt. Koń o imieniu Quebec na starcie wpadł na Secretariata, blokując mu drogę i popychając na konia obok. Dosiadający go wówczas Paul Feliciano powiedział, że Secretariat upadłby, gdyby nie był tak silny. W wyniku incydentu na starcie spadł na dziesiąte miejsce, jednak później odzyskał rytm, przedarł się do przodu i ukończył wyścig na czwartym miejscu, jedynie 1 1⁄4 długości za zwycięzcą. Jedenaście dni później znów wystartował, z tym samym dżokejem na grzbiecie. Pomimo słabego startu, Secretariat wygrał o 6 długości. Podczas kolejnego wyścigu, gonitwy Allowance, która odbyła 31 lipca, dosiadł go Ron Turcotte. Był on regularnym dżokejem koni z Meadow Stable, jednak nie mógł dosiąść Secretariata na jego dwóch pierwszych wyścigach, ponieważ był w trakcie leczenia się po upadku z konia.
W sierpniu wystartował w Sanford Stakes. Został przyblokowany przez inne konie, ale udało mu się przedrzeć do przodu i wygrać o 3 długości. Dziesięć dni później wygrał Hopeful Stakes z przewagą 5 długości. W październiku wygrał Belmont Futurity o 1 i 1/2 długości.
W październiku pobiegł w Champagne Stakes jako faworyt. Dobiegł do celownika pierwszy, z przewagą 2 długości, ale został zdyskwalifikowany na drugie miejsce za wpadnięcie na konia Stop the Music. Dwa tygodnie później znów spotkał się ze Stop the Music w Laurel Futurity. Secretariat wygrał o 8 długości. Swój pierwszy sezon zakończył łatwym zwycięstwem w Golden State Futurity.
Za swoje osiągnięcia w 1972 roku, zdobył Nagrodę Eclipse dla najlepszego dwuletniego ogiera sezonu i tytuł Konia Roku. Zaszczyt ten niezwykle rzadko jest przyznawany dwulatkom.

### Sezon 1973
W styczniu 1973 roku zmarł Christopher Chenery, a podatki od jego majątku postawiły Penny w trudnej sytuacji finansowej – musiała ona rozważyć sprzedaż Secretariata. Zamiast tego, wraz z Sethem Hancockiem z Claiborne Farm, udało jej się sprzedać 32 akcje o wartości 190 000 dolarów każda, łącznie dając sumę nieco ponad 6 milionów dolarów. Suma ta przewyższała poprzedni rekord sprzedaży, który należał do ogiera Nijinsky. Chenery zachowała cztery udziały, więc nadal miała pełną kontrolę nad trzyletnią kampanią Secretariata, ale zgodziła się na to, by pod koniec sezonu przeszedł na emeryturę.
Jego pierwszy start w sezonie odbył się w drugiej połowie marca. Trener jednego z rywali stwierdził, że jedyna szansa dla innych koni będzie tylko wtedy, jeśli Secretariat upadnie. Big Red pod koniec gonitwy przedarł się przez dziurę pomiędzy końmi i wygrał z łatwością.
Na początku w Gotham Stakes Laurin chciał poeksperymentować. Turcotte od początku wyścigu pozwolił mu prowadzić. Secretariat zwyciężył z przewagą 3 długości.
Jego ostatnim sprawdzianem przed Kentucky Derby miało być Wood Memorial Stakes na torze Aqueduct. Niespodziewanie, Secretariat ukończył wyścig na trzecim miejscu. Gonitwę wygrał Angle Light, drugie miejsce zajął Sham, zwycięzca Santa Anita Derby. Jak się później okazało, Secretariat biegł z dużym ropniem w pysku. Przed i po tym wyścigu między Laurinem a trenerem Sham'a pojawił się konflikt, dodatkowo podsycany przez prasę. Po Wood Memorial pojawiły się także liczne komentarze dotyczące Secretariata. Mówiono, że jego szanse w Kentucky Derby spadły. Spekulowano na temat jego słabej wytrzymałości odziedziczonej po Bold Rulerze.

#### Triple Crown
5 maja 1973 roku na torze Churchill Downs zjawiły się rekordowe tłumy – ponad 134 tysiące osób. Start w Derby był dosyć niefortunny. Twice a Prince uderzył w Our Native, ten z kolei spowodował, że Sham uderzył głową o bramkę, uszkadzając dwa zęby. Następnie Sham skaleczył się i uderzył w Navajo. Secretariat uniknął problemów, startując z jednej z ostatnich bramek. Secretariat pokonywał każde ćwierć mili szybciej i po zaciętej walce na ostatnich metrach, wygrał o dwie i pół długości z czasem 1:59 2⁄5, ustanawiając rekord niepobity do dziś. Był jednocześnie pierwszym koniem w historii, któremu udało się pokonać Derby w mniej niż dwie minuty. Sham dobiegł jako drugi. Trzecie miejsce zajął Our Native, dobiegając 8 długości za Shamem.
19 maja Secretariat wygrał Preakness Stakes z przewagą 2 i 1/2 długości. Drugie miejsce zajął Sham, 8 długości za nim Our Native. Był to pierwszy przypadek w historii, kiedy czołówka z Kentucky Derby ukończyła Preakness na tych samych pozycjach. Odległości między nimi również były takie same.Duże kontrowersje wzbudził czas gonitwy. Wyświetlany czas wynosił 1:55, ale urządzenie było uszkodzone przez tłumy ludzi, którzy chcieli dostać się do pola bramkowego. E.T. McLean Jr. pracujący na torze Pimlico ogłosił, że czas na jego zegarku wskazywał 1:54 2⁄5, ale dwaj dziennikarze z Daily Racing Form twierdzili, że wynosił on 1:53 2⁄5, co oznaczało pobicie rekordu konia Cañonero II. Zarząd toru ustanowił, że oficjalny czas wynosi 1:54 2⁄5, co nie spodobało się dziennikarzom z Daily Racing Form, którzy nie uznawali tego wyniku. 19 czerwca 2012 roku, 39 lat po Preakness Stakes, zwołano specjalne spotkanie komisji wyścigowej z Maryland na prośbę Penny Chenery. Wynajęła ona firmę do przeglądu taśm z wyścigu. Po ponad dwóch godzinach analizowania nagrania i zeznań, komisja jednogłośnie zagłosowała za zmianą oficjalnego czasu z 1:54 2⁄5 na 1:53, co jednocześnie oznaczało pobicie rekordu czasowego. Przed Belmont Stakes, Secretariat pojawił się na okładkach Time'a, Newsweek'a i Sports Illustrated, stając się narodowym celebrytą. 9 czerwca do wyścigu Belmont Stakes stanęło tylko pięć koni: Secretariat, Sham, Twice a Prince, My Gallant i Private Smiles. Secretariat i Sham od samego początku rzucili się do walki, stopniowo oddalając się od reszty stawki, pokonując pół mili najszybciej w historii tego wyścigu. Po 6 furlongach Sham zaczął się męczyć i ostatecznie ukończył ostatni. Secretariat kontynuował szybkie tempo, ciągle oddalając się od rywali. Jego czas na milę wynosił 1:34 1⁄5, czyli o ponad sekundę szybciej niż rekord Belmont ustanowiony przez jego ojca Bolda Rulera, który ostatecznie zmęczył się i ukończył na trzecim miejscu. Pozostałe konie biegły ponad 100 metrów za nim. Ostatecznie Secretariat wygrał z przewagą 31 długości i czasem 2:24, ustanawiając rekord niepobity do dziś. Tym samym, stał się dziewiątym zdobywcą Triple Crown. Redaktor naczelny Blood-Horse, Kent Hollingsworth skomentował ten wyścig, mówiąc: „Równo dwa dwadzieścia cztery! Nie wierzę. Niemożliwe. Ale ja to widziałem. Nie mogę oddychać. Wygrał o jedną szesnastą mili! Widziałem to. Muszę w to wierzyć”.

#### Dalsza kariera
Trzy tygodnie później Secretariat zwyciężył w Arlington Invitational o 9 długości. Następnie pojechał na tor Saratoga, nazywany "Cmentarzem Czempionów", gdyż często wiele świetnych koni nagle odnosi tam porażki. Secretariat nie był wyjątkiem. Niespodziewanie przegrał Whitney Stakes, kończąc na drugim miejscu, tuż za koniem o imieniu Onion. Secretariat biegł wtedy z niską gorączką i biegunką, spowodowaną przez infekcję wirusową. Po tym wyścigu Penny Chenery powiedziała: „Wiedzieliśmy, że miał infekcję, ale zdecydowaliśmy, że jest wystarczająco silny, aby wygrać. Byliśmy w błędzie”.
Secretariat źle wyglądał, stracił apetyt, wyglądał okropnie. Nie mógł pobiec w Travers Stakes. Pojechał do Belmont, gdzie miał odzyskać siły. Po czterech tygodniach doszedł do siebie. 15 września wygrał Marlboro Cup, ustanawiając rekord świata na tym dystansie. Na drugim miejscu dobiegł Riva Ridge, również należący do Meadow Stables.
Dwa tygodnie później Riva Ridge miał pobiec w Woodward Stakes, ale ponieważ nie znosił błotnistego toru, zamiast niego pobiegł Secretariat, pomimo tego, że nie był do tego przygotowany – w tym czasie trenował do innej gonitwy na innej nawierzchni. Secretariat prowadził przez większość wyścigu, ale pod koniec niespodziewanie wyprzedził go Prove Out, wygrywając o 4 i pół długości.
Dziewięć dni po przegranej w Woodward Stakes po raz pierwszy wystartował na trawie w Man o'War Stakes. Wygrał o 5 długości, ustanawiając nowy rekord.
Ostatnim wyścigiem Big Reda było Canadian International Stakes na torze Woodbine w Ontario w Kanadzie. Niestety, Ron Turcotte nie mógł dosiąść Secretariata z powodu pięciodniowego zawieszenia. Zastąpił go Eddie Maple. Wygrał z łatwością o 6 i pół długości.
Po tym wyścigu Secretariat wrócił na tor Aqueduct, gdzie zaczął swoją karierę, by wraz z Turcotte'em przejść przed kilkudziesięciotysięczną publiką w barwach Meadow Stable. Miało to być oficjalne pożegnanie Big Reda z torem wyścigowym.
Secretariat zakończył karierę z 16 zwycięstwami na 21 startów i zarobkiem 1 316 808 dolarów. Za osiągnięcia w tym sezonie zdobył Nagrodę Eclipse dla najlepszego trzylatka i ponownie ogłoszono go Koniem Roku.

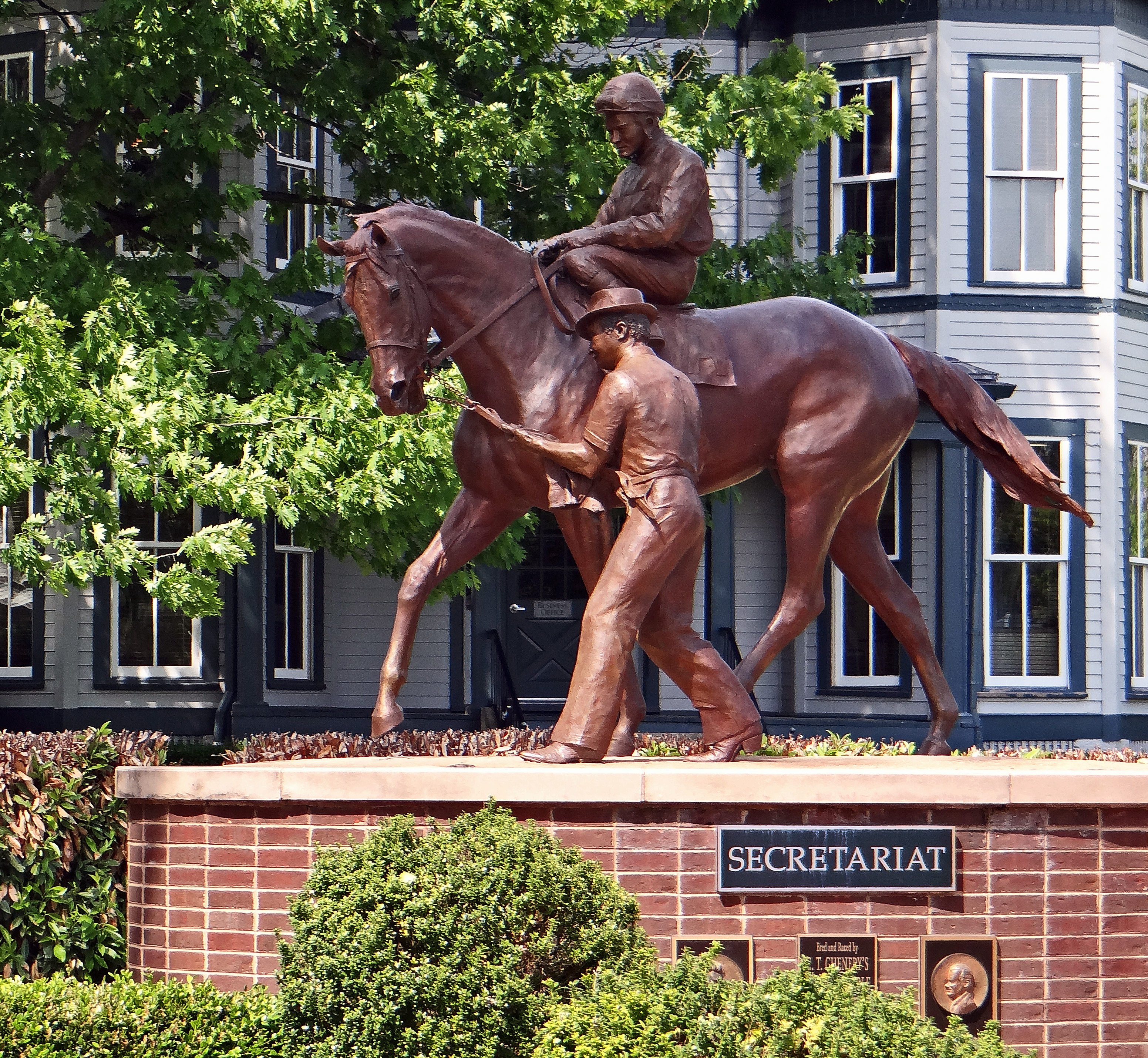
Pomnik Secretariata w Kentucky Horse Park

## Emerytura i śmierć
Secretariat emeryturę spędził na Claiborne Farm w Paris, Kentucky, gdzie zajmował boks, który niegdyś należał do jego ojca. W grudniu 1973 jego nasienie wykazywało pewne oznaki niedojrzałości, więc jeszcze w tym samym miesiącu pokryto nim trzy klacze innej rasy, by sprawdzić jego płodność.
W listopadzie 1974 roku na świat przyszedł pierwszy źrebak, nazwany First Secretary. Jego matka była rasy Appaloosa.
Pierwsze „oficjalne” źrebięta Secretariata przyszły na świat w 1975 roku. Było ich około 28.
Większość źrebiąt Secretariata nie odnosiło sukcesów na torze. Żaden z nich nie dorównał ojcu, ale kilka z nich okazało się bardzo dobrymi końmi wyścigowymi. Wśród nich są:
- Lady's Secret
- Risen Star
- General Assembly
- Kingston Rule
- Tinners Way
- Terlingua

Łącznie był ojcem około 663 źrebiąt. Znacznie lepiej sprawdził się jako tzw. „ojciec matek”. Jego córki i wnuczki wydały na świat wiele dobrych koni wyścigowych, a on sam znajduje się w rodowodach takich koni jak American Pharoah, Tonalist, Rags to Riches, California Chrome, Creator czy Giant's Causeway.
Na padoku w Claiborne Farm sąsiadami Secretariata byli Drone, Sir Ivor i Spectacular Bid. Secretariat nie poświęcał zbyt wiele uwagi pierwszej dwójce, ale on i Spectacular Bid lubili się i okazjonalnie ścigali się ze sobą wzdłuż płotu dzielącego ich pastwiska.
Jesienią 1989 roku Secretariat zachorował na ochwat. Kiedy trwające ponad miesiąc leczenie nie przyniosło żadnych efektów, 4 października 1989 roku został poddany eutanazji. Pochowano go na Cmentarzu Claiborne Farm, gdzie miał zaszczyt pochowania w całości (zwykle chowa się tylko łeb, serce i kopyta, reszta jest kremowana).
Przed pogrzebaniem Secretariata wykonano sekcję jego zwłok. Jego serce okazało się znacznie większe niż u przeciętnego konia wyścigowego. Ważyło ok. 10 kg, było zdrowe, idealnie rozwinięte, nie miało żadnych wad. Sham również był posiadaczem serca większego niż u innych koni, ważyło ok. 8,2 kg. Uważa się, że pierwszym właścicielem takiego serca był Eclipse, który jest przodkiem większości współczesnych koni wyścigowych, w tym Secretariata.

## Odbiór
Secretariat zajmuje 2. miejsce na liście 100 Najwybitniejszych Koni Wyścigowych XX w. według magazynu The Blood-Horse. Na jego cześć postawiono mu kilka statuetek, dwie z nich znajdują się w Kentucky Horse Park. W 1994 roku magazyn Sports Illustrated umieścił go na 17 miejscu na liście 40 najlepszych sportowców ostatnich 40 lat.